# The Damned
The Damned ist eine britische Rockband, die 1976 von dem Sänger Dave Vanian, Captain Sensible, dem Gitarristen Brian James und dem Schlagzeuger Christopher „Rat Scabies“ Millar zunächst als Punkband in London gegründet wurde.

## Bandgeschichte
James und Millar hatten zuvor in der Punkband London SS (1975–76) gespielt. Beeinflusst von The Stooges, MC5, Ramones und den Sex Pistols spielte die Gruppe energiegeladenen 3-Akkorde-Punk. In ihren Texten ging es um Sozialkritik und Spaß. Sie wollten sich nicht „uniformieren“ lassen; jeder kleidete sich so, wie er wollte.
The Damned waren die erste britische Punkband, die 1976 mit der Single New Rose und 1977 mit dem Album Damned Damned Damned Studioaufnahmen veröffentlichte. Verstärkt durch den Gitarristen Lu Edmunds drängte die Gruppe in Richtung Rock, löste sich dann aber nach dem zweiten Album Music for Pleasure Anfang 1978 auf. In der Damned-losen Zeit konnte der inzwischen zur Gitarre gewechselte Captain Sensible einige Hits verbuchen. Brian James gründete mit Stiv Bators die Band The Lords of the New Church.

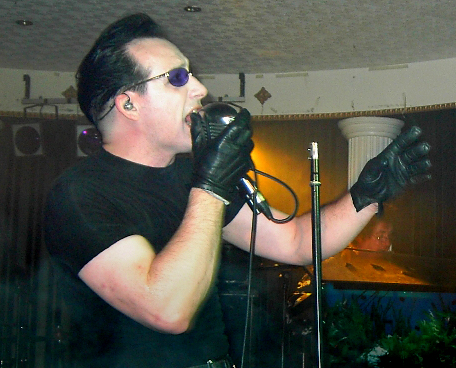
Dave Vanian 2006

Ende 1978 kamen Vanian, Sensible und Millar als „The Doomed“ wieder zusammen, nannten sich dann aber bald wieder The Damned. Verstärkt durch den Bassisten Algy Ward feierte man mit Machine Gun Etiquette ein Comeback. Musikalisch hatte sich die Band weiterentwickelt, blieb aber mit Songs wie Love Song und Smash It Up dem Punk treu. Mit dem neuen Bassisten Paul Gray entstand das Black Album. Hier hatte die Band durch den Einsatz von Bläsern, Piano und Keyboards ihre eigene musikalische Nische gefunden. Lange Progressive-Rock-Instrumentalpassagen, beispielsweise im Song Curtain Call, wechselten sich mit Psychedelic Rock ab.
Ständige Probleme mit den Plattenfirmen verhinderten jedoch einen größeren Erfolg der Gruppe. 1981 erschien die Maxi Friday the 13th., die unter anderen den Titel Disco Man sowie die schräge Cover-Version Citadel von den Rolling Stones enthielt. Eher enttäuschend fiel das Album Strawberries aus, das trotz den Titeln Generals, Dozen Girls oder Bad Time For Bonzo nicht an die Intensität des Black Albums heranreichte.
Trotzdem kam es als erstes Album der Band unter die Top 20 der UK-Charts.
1983 wurde Bassist Gray durch Bryn Merrick ersetzt, zudem stieß Roman Jugg als Gitarrist und Keyboarder zur Band. Jugg war kein gänzlich Unbekannter mehr, da er schon seit 1981 als Session-Musiker bei Live- und Studioaufnahmen der Gruppe mit dabei war. 1984 veröffentlichte die Gruppe neben der Thanks For The Night-Single noch unter dem Pseudonym „Naz Nomad & the Nightmares“ ein Album mit Coverversionen von Psychedelic-Titeln der 1960er Jahre. Anfang 1985 verließ Captain Sensible die Gruppe zugunsten seiner immer erfolgreicher verlaufenden Solokarriere.
Mit Phantasmagoria drängte die Band in Richtung Gothic Rock und hatte mit der Single Eloise, einer Coverversion von Paul und Barry Ryans Superhit, ihren einzigen Top-10-Hit. Obwohl viele bisherige Fans von diesem Album enttäuscht waren, wurde es das kommerziell erfolgreichste der Band. Mit dem Nachfolgealbum Anything drängte die Gruppe mehr in Richtung 1970er-Jahre-Rock. Mangelnde weitere Erfolge führten 1988 zur Trennung. Zum Abschluss spielten The Damned ein letztes Konzert in Originalbesetzung, auf dem die Gruppe ihre alten Hits von 1976 bis 1981 darbot. Dazu erschien ein Livealbum sowie das einzige Live-Video der Band Final Damnation.
1994 starteten Vanian und Millar zusammen mit den Gitarristen Alan Shaw und Kris Dollimore (Ex-The Godfathers) sowie dem Bassisten Moose Harris (New Model Army) eine Comebacktournee, aus der das Album I’m Alright Jack & The Beanstalk entstand. Mangelnde Promotion sorgte jedoch dafür, dass auch dieses Rockwerk, das nahtlos an Anything anknüpfte, unterging.
2001 waren es dann Vanian und Captain Sensible, die The Damned mit Monty Oxy Moron (The Punk Floyd) am Keyboards, der Bassistin Patricia Morrison sowie dem Schlagzeuger Pinch (English Dogs) wiederbelebten und mit Grave Disorder ein neues Album einspielten. Dabei gelang es der Gruppe, nahtlos an den Pop-Punk früherer Tage anzuknüpfen. Songs wie Thrill Kill, Democracy oder Absinthe standen Klassikern wie Smash It Up in nichts nach. 2003 veröffentlichten sie mit Tiki Nightmare eine Live-DVD. Im Februar 2004 kam als Ersatz für Patricia Morrison, die eine Babypause einlegte, der neue Bassist Stuart West (English Dogs) dazu.
Im September 2005 begaben sich The Damned ins Studio, um neues Material einzuspielen, Ende November 2005 erschien dann die Single Little Miss Disaster, das dazugehörige Studioalbum So, Who’s Paranoid? wurde dann im Sommer 2008 aufgenommen und erschien am 11. November 2008.
Im September 2017 verkündete die Band, dass Stu West die Band verlassen hatte und für ihn der frühere Bassist Paul Gray erneut eingestiegen sei.
Im April 2018 veröffentlichte die Gruppe ihr neues Album Evil Spirits. Das Album entstand durch Crowdfunding über PledgeMusic. Als Produzenten konnte man Tony Visconti verpflichten. Das Album erhielt recht positive Kritiken und landete direkt nach seiner Veröffentlichung auf Platz 7 der Britischen Charts, womit es auch das erste Top 10 Album der Formation war.
2023 kehrte der ursprüngliche Schlagzeuger Christopher Millard (aka Rat Scabies) zur Band zurück.
Damit gehören seitdem auch wieder alle Mitglieder der erfolgreichen 'Black Album' und 'Strawberries' Ära Anfang der 80er und damit 3 der 4 Gründungsmitglieder zur Besetzung.
Originalgitarrist und Gründungsmitglied Brian James starb am 6. März 2025.

## Diskografie
Studioalben

| Jahr | Titel                 | Höchstplatzierung, Gesamtwochen, AuszeichnungChartplatzierungen (Jahr, Titel, Platzierungen, Wochen, Auszeichnungen, Anmerkungen) | Höchstplatzierung, Gesamtwochen, AuszeichnungChartplatzierungen (Jahr, Titel, Platzierungen, Wochen, Auszeichnungen, Anmerkungen) | Anmerkungen                             |
| Jahr | Titel                 | DE | UK | Anmerkungen                             |
| ---- | --------------------- | --- | --- | --------------------------------------- |
| 1977 | Damned Damned Damned  | — | UK34 (11 Wo.)UK | Erstveröffentlichung: 18. Februar 1977  |
| 1977 | Music for Pleasure    | — | — | Erstveröffentlichung: 18. November 1977 |
| 1979 | Machine Gun Etiquette | — | UK31 Silber · (5 Wo.)UK | Erstveröffentlichung: 9. November 1979  |
| 1980 | The Black Album       | — | UK29 (3 Wo.)UK | Erstveröffentlichung: 3. November 1980  |
| 1982 | Strawberries          | — | UK15 (4 Wo.)UK | Erstveröffentlichung: 1. Oktober 1982   |
| 1985 | Phantasmagoria        | — | UK11 Silber · (17 Wo.)UK | Erstveröffentlichung: 15. Juli 1985     |
| 1986 | Anything              | — | UK40 Silber · (2 Wo.)UK | Erstveröffentlichung: 1. Dezember 1986  |
| 1995 | Not of This Earth     | — | — | Erstveröffentlichung: 8. November 1995  |
| 2001 | Grave Disorder        | — | — | Erstveröffentlichung: 21. August 2001   |
| 2008 | So, Who's Paranoid?   | — | — | Erstveröffentlichung: 17. November 2008 |
| 2018 | Evil Spirits          | — | UK7 (1 Wo.)UK | Erstveröffentlichung: 13. April 2018    |
| 2023 | Darkadelic            | DE35 (1 Wo.)DE | UK9 (1 Wo.)UK | Erstveröffentlichung: 28. April 2023    |